# El gran silencio blanco
El gran silencio blanco (título original en inglés: The Great White Silence) es un documental inglés de 1924 que contiene breves secuencias cinematográficas tomadas durante la Expedición Terra Nova de 1910 a 1913. El cineasta principal fue el fotógrafo Herbert Ponting. Originalmente una película muda, el documental fue restaurado y relanzado en 2011 por el Instituto de Cine Británico con una banda sonora musical interpretada por Simon Fisher Turner. Esta nueva versión fue aclamada por la crítica especializada. Marc Lee de The Daily Telegraph se refirió a la película como "profundamente conmovedora y poderosa".

## Sinopsis

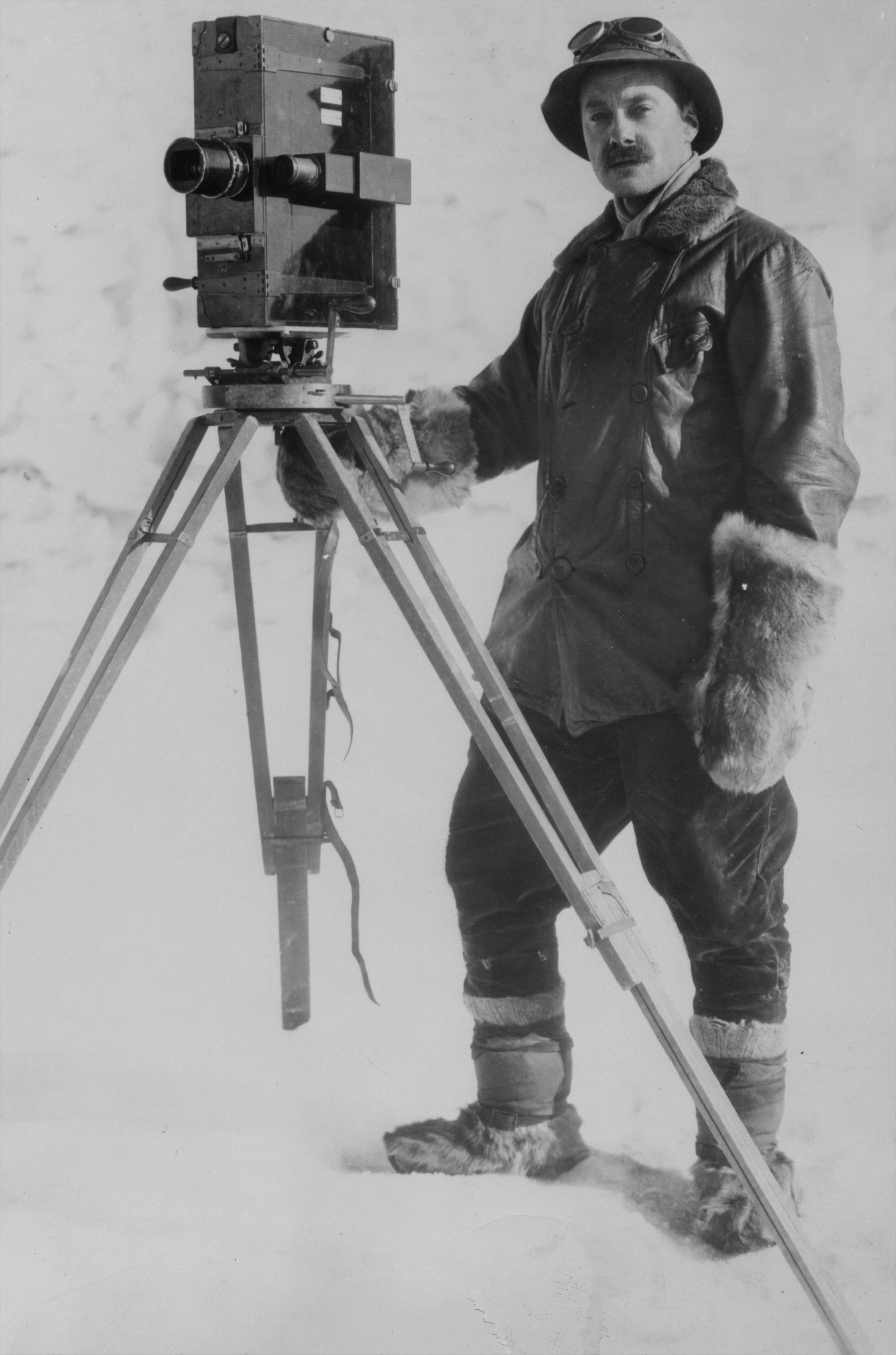
Herbert Ponting, director del documental.

La Expedición Terra Nova fue un esfuerzo por parte de gobiernos y ciudadanos de lo que entonces era el Imperio Británico para plantar la bandera Union Jack en el Polo Sur. La expedición la realizó un grupo de hombres, ayudados de ponis, perros y motos de nieve primitivas que transportaban trineos desde una base ubicada en el Costa Antártica. El documental retrata al líder de la expedición Robert Falcon Scott y su barco, el Terra Nova, y los hombres que salen de Lyttelton, Nueva Zelanda, para navegar hacia el Océano Austral y sus témpanos de hielo.
Llegando a la costa helada de la isla Ross, el cineasta sigue a los hombres mientras montan tiendas, practican esquí y se preparan para explorar el Polo Sur. La película concluye con una secuencia de exploradores que salen de su base, y títulos finales que recuerdan a los espectadores la trágica conclusión de la expedición. Scott y su grupo de apoyo inmediato de cuatro compañeros nunca regresaron del Polo. 

## Producción
El cineasta Herbert Ponting fue el primer fotógrafo conocido en llevar una cámara al continente antártico y tomar breves secuencias cinematográficas de las orcas, los pingüinos adelaida, las escúas polares, las focas de Weddell y otros animales, así como los exploradores humanos que intentaban conquistar el continente helado.